# 日本アニメフィルム文化連盟
一般社団法人日本アニメフィルム文化連盟（にっぽんアニメフィルムぶんかれんめい、Nippon Anime & Film Culture Association、NAFCA）は、日本のアニメ業界における人材育成を目的に設立された団体。

## 歴史
2023年4月27日に北尾勝、ヤマトナオミチ、咲野俊介、甲斐田裕子らによって設立され、初代の代表理事にはアニメプロデューサーの植田益朗が就任した。公式キャラクターのデザインは馬越嘉彦が担当した。
2024年5月28日、TikTok日本法人は、NAFCAに対して寄付を行ったことを発表した。

## 活動
アニメ業界における人材育成や賃金向上などをはじめとした諸課題の解決を活動目的としており、業界人の勤務実態のアンケート調査や政策提言などを行っている。

### アニメータースキル検定
人材育成の一環として、アニメーターとしてのスキルを問う検定試験「アニメータースキル検定」（アニ検）を運営している。2024年11月9日には、東京、大阪、名古屋、福岡、新潟で5級と6級の試験が実施され、約350人が受検した。